# Бленвил Кревон
Бленвил Кревон (фр. Blainville-Crevon) насеље је и општина у северној Француској у региону Горња Нормандија, у департману Приморска Сена која припада префектури Руан.
По подацима из 2011. године у општини је живело 1.173 становника, а густина насељености је износила 79,26 становника/km². Општина се простире на површини од 14,8 km². Налази се на средњој надморској висини од 94 метара (максималној 166 m, а минималној 83 m).

## Демографија
| 1962. | 1968. | 1975. | 1982. | 1990. | 1999. | 2011. |
| ----- | ----- | ----- | ----- | ----- | ----- | ----- |
| 484   | 508   | 575   | 797   | 1.096 | 1.113 | 1.173 |

График промене броја становника у току последњих година